# Alfred Hill (musicus)

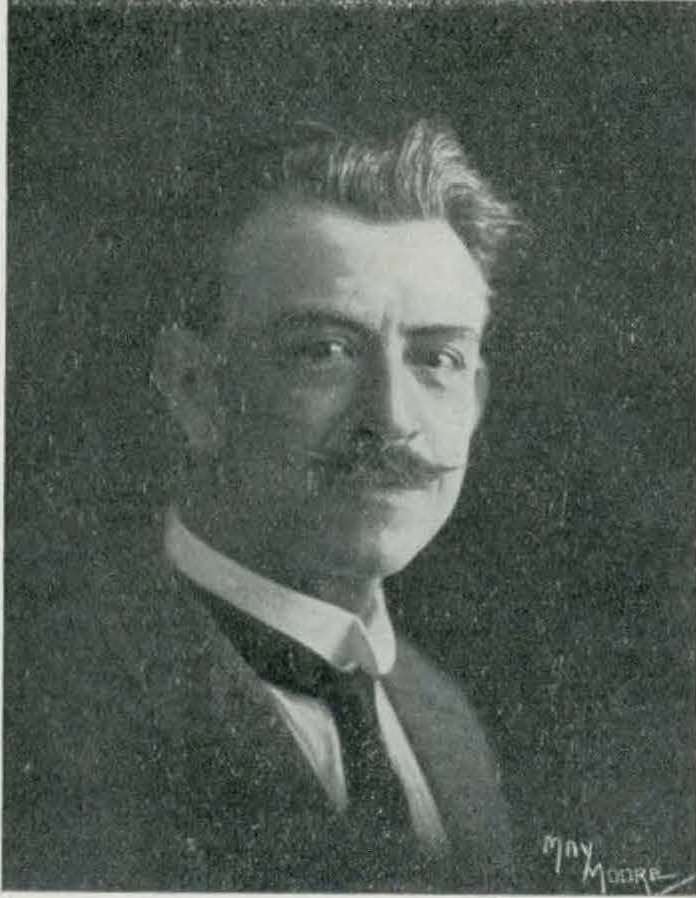
Alfred Hill omstreeks 1920

Alfred Francis Hill (Melbourne, 16 december 1869 – Sydney, 30 oktober 1960) was een Australische componist, violist, dirigent en muziekpedagoog.

## Biografie
Hill studeerde in Leipzig van 1887 tot 1891 bij onder meer Gustav Schreck, Hans Sitt en Oscar Paul. In Leipzig won hij de prestigieuze Helbig-prijs. Hij speelde viool in het Gewandhausorchester onder de directie van Brahms, Tsjajkovski, Grieg, Joachim, Reinecke, Ysaÿe, Busoni, Sarasate, Bruch, Clara Schumann en Richard Strauss.
Na als docent, uitvoerend kunstenaar, dirigent en componist in Nieuw-Zeeland en Australië te hebben gewerkt, vestigde Hill zich in 1911 in Sydney. In 1915-1916 was hij medeoprichter van het NSW State Conservatorium of Music en werd de eerste hoofdleraar muziektheorie en compositie, en later adjunct-directeur naast Henri Verbrugghen. Toen de Australian Broadcasting Commission in 1932 werd opgericht, was Hill lid van de adviserend bestuur. In 1947 werd hij voorzitter van de Composers' Society of Australia. Op het conservatorium bleef hij werken tot aan zijn pensioen in 1935. Hij was een van de meest gerespecteerde musici van zijn tijd. Alfred Hill bleef componeren tot aan zijn dood in 1960. Tijdens zijn verblijf in Nieuw-Zeeland raakte hij vooral geïnteresseerd in het verzamelen van Maori-volksmelodieën, waarvan sommige in zijn muziek werden verwerkt.
Hill is twee keer getrouwd geweest. De eerste keer trouwde hij op 6 oktober 1897 in Paddington, New South Wales met Sarah Brownhill Booth, een Nieuw-Zeelandse. Ze kregen drie kinderen: Isolde, Tristan en Elsa. In 1921 scheidde hij van Sarah en op 1 oktober van dat zelfde jaar trouwde hij met zijn voormalige leerling Mirrie Solomon die ook componist was. Alfred Hills dochter Isolde werd een bekende operazangeres en zijn kleindochter Patricia een bekende actrice.
Alfred Hill werd benoemd tot Officier in de Orde van het Britse Rijk (OBE) in 1953 en tot Ridder in de Orde van Sint-Michaël en Sint-George (CMG) in 1960. In 1959 werd zijn 90ste verjaardag gevierd met een speciaal concert van zijn muziek, gespeeld door het Symfonieorkest van Sydney onder leiding van Henry Krips.
Alfred Hill stierf op 90-jarige leeftijd in 1960 in Sydney.

## Werken
Hill schreef in totaal meer dan tweeduizend werken. Een aanzienlijk deel van zijn werken bleef onbekend omdat Hill geen opusnummers bij zijn werken had geschreven en geen volledige lijst had bijgehouden. Hill heeft werken geschreven voor viool, altviool, trompet en hoorn, zeventien strijkkwartetten, negen symfonieën voor orkest, ouvertures, toongedichten, vier symfonieën voor strijkers, sonates, veel kamermuziek, honderden liederen en pianominiaturen, tien opera's, filmmuziek, koormuziek waaronder enkele grote werken met orkest, een mis voor koor en orgel, veel volksliedbewerkingen en een theorieboek over harmonie en contrapunt.
Meer dan twee honderd liederen en korte stukjes voor studenten zijn gedurende de 19e en 20e eeuw uitgegeven. De laatste jaren worden ook grotere werken van hem uitgegeven waardoor veel van Hills muziek voor het eerst algemeen beschikbaar is. Hills composities zijn erg melodieus en harmonieus, erg creatief en goed uitvoerbaar en heel toegankelijk voor het grote publiek. Maar op de eerste plaats nemen ze een belangrijke plaats in het muzikale erfgoed van Australië en Nieuw-Zeeland in.
De criticus Neville Cardus omschreef Hill als ‘the grand old man of Australian music’.